# 板蓝根
板蓝根，又稱作靛青根、蓝靛根、大青根、藍根、山藍、大靛、板藍，是一种中药材。
中国大陸各地均产。来源为十字花科植物菘蓝（Isatis indigotica L.）的根。
由其所制作的颜色称为靛藍(Indigo)色，此染色方法见于非洲中部、大理扎染等。
南板藍根為爵床科植物马蓝（Baphicacanthus cusia (Nees) Brem.）的根茎及根。目前在臺灣多以南板藍根入藥使用。

## 中药用途
秋季挖根，去掉茎叶，洗净晒干用。形态类似青黛，中药以条长，粗大，体实者为佳。中医认为是板蓝根一味清热解毒，凉血利咽药。性味苦寒，归心、胃经。本草文献《分类草药性》：“解诸毒恶疮，散毒去火，捣汁，或服或涂。” 《北方常用中草药手册》：“利咽喉。”

## 毒副作用
板蓝根对消化道有刺激作用，有的患者口服板蓝根后有较明显的消化道粘膜刺激症状，表现为胃肠绞痛和消化道出血。有的因服用板蓝根而发生急性溶血性反应，出现黄疸、急性肾功能不全。也有服用板蓝根出现药疹的报道。使用板蓝根注射液导致过敏性休克较常见，并有因此致死的报道。板蓝根注射液也能导致肾损害。
在中国大陆，板蓝根已经被广泛的制作成冲剂等中成药，在民间用于治疗感冒，病毒性感染以及传染病流行期间的预防，是一种常用而廉价的非处方药。但其疗效尚未经过全面的临床验证。

## 事件
2020年10月，钟南山称其团队体外研究发现，白云山复方板蓝根颗粒对SARS-CoV-2有效。受此影响，广州白云山制药A股、H股高涨。

## 外部連結
- 板蓝根化学成分 Banlangen Chemical Composition （页面存档备份，存于） 中药材资料数据库 (淘草网) （中文）}
- 菘藍 Songlan （页面存档备份，存于） 藥用植物圖像數據庫 (香港浸會大學中醫藥學院) （中文）（英文）
- 板藍根 中藥材圖像數據庫  (香港浸會大學中醫藥學院) （中文）（英文）
- 板藍根 Ban Lan Gen （页面存档备份，存于） 中藥標本數據庫 (香港浸會大學中醫藥學院) （繁體中文）（英文）
- 青黛 Qing Dai （页面存档备份，存于） 中藥標本數據庫 (香港浸會大學中醫藥學院) （繁體中文）（英文）
- 板藍根 （页面存档备份，存于） 中藥方劑圖像數據庫 (香港浸會大學中醫藥學院) （中文）（英文）